# Ерёмин, Александр Иванович
Александр Иванович Ерёмин — советский и российский самбист, тренер по борьбе самбо и дзюдо. Заслуженный тренер России.

## Биография
Родился в городе Ленинграде в семье рабочих. В юношеском возрасте начал заниматься борьбой самбо. Тренировался под руководством тренеров В. Доровского и В. Малаховского. Выступал на различных соревнованиях профессионального уровня с 1968 по 1980 год. За это время выполнил норматив на звание Мастера спорта СССР. Впоследствии решил посвятить себя тренерской работе.
За долгие годы работы на тренерском поприще под руководством Александра Ивановича проходили спортивную подготовку многие выдающиеся спортсмены. Среди его учеников ― Мастер спорта международного класса Владимир Кунаков, а также Заслуженный мастер спорта, победитель и призёр Чемпионатов Европы и Мира по самбо Руслан Гасымов.
По состоянию на 2001 год был старшим тренером Федерации самбо города Санкт-Петербурга. На данный момент является старшим тренером Комплексной школы высшего спортивного мастерства Санкт-Петербурга.
В 1998 году за своих успехи на тренерском поприще был удостоен почётного звания «Заслуженный тренер России». В 2006 году ему также было присвоено звание «Лучший в спорте Санкт-Петербурга».

### Семья
Супруга — Елена Петровна Ерёмина, Заслуженный тренер России по самбо. Сын — Антон Александрович Ерёмин (род. 1998).